# Michalice
Michalice (niem. Michelsdorf) – wieś w Polsce położona w województwie opolskim, w powiecie namysłowskim, w gminie Namysłów.
W latach 1945–54 siedziba gminy Michalice. W latach 1975–1998 miejscowość administracyjnie należała do ówczesnego województwa opolskiego.

## Nazwa
Nazwa miejscowości pochodzi prawdopodobnie od jej patrona – św. Michała. Pierwsze wzmianki na temat wioski pochodzą z roku 1288 (villa S. Michaelis – wioska Świętego Michała). Znana jest także niemiecka wersja nazwy miejscowości – Michelsdorf. Inna koncepcja głosi, iż nazwa miejscowości związana jest z Legendą Smogorzowską. Do wyprawy rycerskiej z Namysłowa, której celem było zabicie smoka, dołączyła grupa ludzi pod dowództwem mocarza Michała, który wykazał się w walce ze smokiem i dlatego osadę z której pochodził nazwano Michalicami.

## Zabytki
Do wojewódzkiego rejestru zabytków wpisane są:
- kościół par. pod wezwaniem św. Michała Archanioła, drewniany, wybudowany w roku 1614, o konstrukcji zrębowej na kamiennej podmurówce. Charakterystyczne cechy architektoniczne kościoła: kwadratowa wieża o konstrukcji słupowej z kopułą, dobudowana w 1730 r., strop pośrodku nawy oparty na spiralnie wzniesionym słupie, a także portale z nadprożami o kształcie oślego grzbietu. Prezbiterium i część naw pokrywają polichromie. Późnobarokowy ołtarz z 1765 r. z płaskorzeźbą Trójcy Święte, ambony z 1716 r. oraz chrzcielnicy z 1731 r. Kościół położony jest na niewielkim wzgórku, niedaleko brzegu Zalewu Michalickiego.
- stodoła folwarczna, z poł. XIX w. (nie istnieje)